# Baptria noratetraleucotaenia
Baptria noratetraleucotaenia är en fjärilsart som beskrevs av Ludwig Zukowsky 1944. Baptria noratetraleucotaenia ingår i släktet Baptria och familjen mätare. Inga underarter finns listade i Catalogue of Life.